# Pósito de Villanueva de la Sierra
El pósito de Villanueva de la Sierra es un edificio histórico del siglo XVI ubicado en la villa española de Villanueva de la Sierra, en la provincia de Cáceres.
En su origen era el pósito de la villa, es decir, un depósito municipal de cereal que se usaba para dar préstamos a los vecinos. Tras quedar abandonado, en 2002 pasó a usarse como centro cultural con dos salas de reuniones, recibiendo el nombre de "Leoncio Gómez" en honor a un alcalde del municipio fallecido en 2001. Se ubica en la plaza del Árbol y abarca dos parcelas catastrales con una superficie total de 171 m².

## Historia y descripción
El edificio comenzó a utilizarse en el siglo XVI como un pósito. Se conoce la existencia del edificio desde 1574, cuando una lauda sepulcral de la iglesia de Nuestra Señora de la Asunción menciona que Antonio Izquierdo dejó el edificio a la villa en su testamento. Para facilitar el funcionamiento del edificio como pósito, el bachiller Bartolomé Rodríguez Carcaboso dejó en su testamento en 1582 diez mil maravedís para comprar trigo. A partir de ahí, la función del edificio pasó a ser dar el trigo en préstamo a los vecinos de la villa, que según el testamento del bachiller se debía hacer «con una ganancia mayor para soportar las costas y gastos, para que vaya siempre en aumento y no venga en disminución».
Es un edificio exento de mampostería, aunque en las esquinas hay sillares y las puertas y ventanas son de cantería adintelada. Tiene planta rectangular y su cubierta es un tejado a cuatro aguas con armazón de madera, coronado por una veleta. Sobre la portada hay un alero apoyado en dos ménsulas, que presentan figuras zoomorfas. El dintel de la portada señala que el pósito se reedificó en 1798.

## Estado actual
Tras quedar abandonado el edificio, en 2002 se reconstruyó para destinarlo a centro cultural, albergando desde entonces dos salas de reuniones. El Plan General Municipal de Villanueva de la Sierra protege el edificio como monumento de relevancia local, con un nivel de protección urbanística estructural.